# Sherlock de Araque
Sherlock de Araque é um filme de comédia brasileiro de 1957, dirigido por Victor Lima para os estúdios da Herbert Richers. É estrelado pelo humorista Costinha e pelo Palhaço Carequinha, que atua sem seus trajes circenses. Música de Orlando Costa (Cipó) e número musical com Carlos Imperial e Paulo Silvino. O Roteiro foi escrito pelo jornalista e novelista, Moyses Weltman.

## Elenco
- Carequinha ... Sertório
- Costinha ... Deodato
- Fred Villar ... Detetive Pixote (creditado como Fred)
- Celeneh Costa... Odete
- Delorges Caminha ... Abreu
- Hamilton Ferreira ... Cabrobó
- Carlos Tovar ... Doutor
- Mara di Carlo ... Adelaide
- Geraldo Meyer ... Freddy
- Joel Vaz ... Robertinho
- Joyce de Oliveira ...Esposa de Abreu
- Carlos Imperial ... Carlos
- Wilson Grey ... El Cocho
- Germano Filho ... El Sordo
- Maurício Sherman
- Sônia Lancelotti...Mariazinha
- Labanca...Comissário
- Lys Marques ... El Tonto
- Paulo Silvino

## Sinopse
Sertório e Deodato são dois guardas civis atrapalhados que fazem ronda noturna no bairro de Copacabana no Rio de Janeiro. Os dois reclamam do horário pois Deodato não encontra com a mulher que trabalha quando ele chega e vice-versa; e Sertório, da vizinhança barulhenta. Deodato estuda as histórias de Sherlock Holmes e usa a técnica de dedução daquele detetive para observar os moradores, mas sempre se engana em suas conclusões. Estão sempre às voltas com o notório batedor de carteiras Cabrobó e com as confusões da "juventude transviada" do bairro, jovens que se reúnem em um clube de rock local. Mas os dois terão a chance de impedir um crime quando ladrões cavam um túnel para roubarem um cofre da loja de modas do Doutor Abreu.